# Две пьесы для виолончели и фортепиано
Две пьесы для виолончели и фортепиано Op. 2 — раннее сочинение Сергея Васильевича Рахманинова, написанное в 1892 году и посвящённое виолончелисту Анатолию Брандукову. Опубликовано издательством Гутхейля. Средняя продолжительность звучания 9 минут.

## Состав
1. Прелюдия F-dur. Comodo
2. Восточный танец a-moll. Andante cantabile

## Музыка
Прелюдия представляет собой переработку написанной годом ранее прелюдии для фортепиано. Музыка выдержана в традиции позднего романтизма, близкой к манере П. И. Чайковского.
Восточный танец отличается большей самостоятельностью, во вступлении слышны цыганские напевы, характерным элементом пьесы служит финальное пиццикато.